# Disciplina militare
La disciplina militare è l'istituto giuridico attraverso il quale ogni ordinamento giuridico si garantisce la coesione e l'efficienza delle istituzioni militari. Essa si esplica con l'osservanza delle regole funzionali della struttura militare e la diligente e costante abitudine ad osservarne i precetti definiscono il concetto di disciplina militare.

## Profilo concettuale
La nozione di disciplina militare può essere ritenuta ancor più vasta in considerazione del fatto che essa sarebbe caratterizzata per la sua essenza di regola di vita, ovvero di regole e mezzi idonei a formare l'habitus mentale necessario ad osservare i propri doveri con responsabile consapevolezza.
In questa ottica, tutti gli istituti giuridici militari costituiscono, peraltro, derivazione di principi pregiuridici tradizionali essendosi formati nel tempo sulla base di comportamenti posti in essere dai militari in ossequio più a tradizioni che a norme.
In realtà, dunque, il concetto di disciplina militare sembra abbracciare un duplice ordine di idee:
- sotto il profilo oggettivo, esso richiama l'idea di ordine, inteso come complesso di disposizioni e normative improntate a regolare lo svolgimento delle operazioni inerenti alla preparazione e l'attuazione dei compiti istituzionali della compagine militare;
- sotto il profilo soggettivo, invece, coincide con il concetto di etica militare, intesa come insieme di principi trascendenti, idonei a garantire l'assoluta e completa dedizione verso la società, alla cui protezione è finalizzata la stessa organizzazione militare[3].

## Nel mondo

### Italia
Secondo l'opera di Vittorio Bachelet Disciplina militare e ordinamento giuridico statale del 1962 all'interno del concetto stesso di disciplina militare in Italia si distinguono le posizioni reciproche del superiore e dell'inferiore, i loro compiti e le loro responsabilità da cui discendono il principio della gerarchia, quindi il rapporto di subordinazione ed il dovere di obbedienza agli ordini: istituti, questi, comuni a tutte le organizzazioni militari, costanti nel tempo e riscontrabili in ogni ordinamento.  
Della regola capace di imporsi attraverso la previsione di una sanzione in caso di violazione. Sintomatica, al riguardo, la concezione del Bachelet che, considerando la disciplina militare quale regola di vita -e quindi posta su un piano etico- riteneva la sanzione disciplinare quale elemento di stimolo e correzione più che di garanzia.
La disciplina militare è attualmente regolamentata dal Titolo VIII del D.P.R. 15 marzo 2010, n. 90 (Testo unico delle disposizioni regolamentari in materia di ordinamento militare) (artt. da 712 a 869).